# Heteroballus
Heteroballus är ett släkte av skalbaggar. Heteroballus ingår i familjen vivlar.
Kladogram enligt Catalogue of Life:
| Heteroballus | \| \| Heteroballus argillaceus \| \| \| \| |
|              | \| \| Heteroballus argillaceus \| \| \| \| |
|              | Heteroballus argillaceus                   |
|              |                                            |